# Haemaphysalis psalistos
Haemaphysalis psalistos är en fästingart som beskrevs av Hoogstraal, Kohls och Parrish 1967. Haemaphysalis psalistos ingår i släktet Haemaphysalis och familjen hårda fästingar.
Artens utbredningsområde är Filippinerna. Inga underarter finns listade i Catalogue of Life.